# یودای توکوناگا
یودای توکوناگا (انگلیسی: Yudai Tokunaga؛ زادهٔ ۱۶ آوریل ۱۹۹۴) بازیکن فوتبال اهل ژاپن است.